# Zahorze (rejon miadzielski)
Zahorze – dawny folwark. Tereny na których był położony, leżą obecnie na Białorusi, w obwodzie mińskim, w rejonie miadzielskim, w sielsowiecie Budsław.
Nazwa dawniej używana to Zahorje.

## Historia
W czasach zaborów w granicach Imperium Rosyjskiego.
W latach 1921–1945 zaścianek a następnie folwark leżał w Polsce, w województwie nowogródzkim (od 1926 w województwie wileńskim), w powiecie duniłowickim (od 1926 w powiecie wilejskim), w gminie Budsław.
Według Powszechnego Spisu Ludności z 1921 roku zamieszkiwało tu 21 osób, 12 były wyznania rzymskokatolickiego a 9 prawosławnego. Jednocześnie 12 mieszkańców zadeklarowało polską przynależność narodową a 9 białoruską. Był tu 3 budynki mieszkalne. W 1931 w 3 domach zamieszkiwało 17 osób.
Miejscowość należała do parafii rzymskokatolickiej w Budsławiu i prawosławnej w Krzywiczach. Podlegała pod Sąd Grodzki w Krzywiczach i Okręgowy w Wilnie; właściwy urząd pocztowy mieścił się w Budsławiu.